# BeReal
A BeReal egy francia közösségimédia-alkalmazás, amely 2020-ban jelent meg. Fő funkciója egy értesítés, amely arra ösztönzi a felhasználókat, hogy minden nap osszanak meg a barátaikkal egy fényképet magukról és mindennapi életükről egy véletlenszerűen kiválasztott kétperces időablakban.

## Története
Az alkalmazást Alexis Barreyat, a GoPro korábbi alkalmazottja és Kévin Perreau fejlesztette ki. Eredetileg 2020-ban jelent meg, viszont 2022 elején vált széles körben népszerűvé. 2022 augusztusának végén az alkalmazásnak több mint 10 millió aktív napi és 21,6 millió aktív havi felhasználója volt. 2023 februárjára már az alkalmazás 13 millió aktív napi felhasználóra és 47,8 millió aktív havi felhasználóra nőtt. 2024 júniusában a Voodoo, egy francia videójáték-fejlesztő cég megvásárolta a BeRealt 500 millió euróért.
A BeReal Magyarországon leginkább a középiskolások és egyetemisták körében kezdett el terjedni 2022-ben és 2023-ban, azonban nem érte el az Instagram vagy TikTok méreteit.

## Fordítás
Ez a szócikk részben vagy egészben  a   BeReal című angol Wikipédia-szócikk ezen változatának fordításán alapul.  Az eredeti cikk szerkesztőit annak laptörténete sorolja fel. Ez a jelzés csupán a megfogalmazás eredetét és a szerzői jogokat jelzi, nem szolgál a cikkben szereplő információk forrásmegjelöléseként.